# 艾伦·C·沃克
艾伦·C·沃克（1938年8月23日—2017年11月20日）是一位英国人类学家，宾夕法尼亚州立大学体质人类学和生物学埃文·普格教授和肯尼亚国家博物馆研究员，1986年获古根海姆獎，1988年获麦克阿瑟奖，1999年当选英国皇家学会会士，2003年当选美国国家科学院外籍院士，主要科普作品有《骨头的智慧》（The Wisdom of Bones，与其妻子派特·希普曼合著）。